# Arda (Středozem)
Arda (elfsky Země) je název používaný pro stvořený svět v knize Silmarillion J. R. R. Tolkiena.

## Historie Ardy

### Stvoření
Zpěv Ainulindalë vypráví o Hudbě Ainur (duchovních bytostí, nazývaných též Svatí) před trůnem Eru Ilúvatara, stvořitele. Po jejím skončení Eru ukázal Ainur jejich Hudbu ve viditelné podobě – vznik světa, jeho utváření a jeho dějiny: zrod elfů (Prvorozených) a lidí (Druhorozených). Protože někteří z Ainur si tento zjevený svět zamilovali, vyslal Eru do Prázdna Nehynoucí Plamen a dříve zjevený svět na samém počátku Hudby se stal skutečností.
Mnozí z Ainur sestoupili do tohoto světa a začali jej utvářet podle toho, co si zapamatovali z Hudby a z jejího zviditelnění, jež jim Eru ukázal, žádný si však nepamatoval celou Hudbu, a tím ani celou podobu světa od počátku až do konce. Říká se, že především lidé, kteří tvořili třetí téma Hudby, nebyli z větší části obsaženi ve vizi Ainur, a utvářejí si tedy svůj osud nad rámec Hudby.
Mezi těmi Ainur, kteří sestoupili do Ardy a začali uskutečňovat vidění Hudby, byly někteří z nejmocnějších mezi Ainur – ti jsou nazýváni Valar – Páni osudů Ardy. Menší duchové, kteří sestoupili do Ardy zároveň s nimi jsou nazýváni Maiar.

## Uspořádání Ardy a jeho změny
Arda byla původně plánována jako svět – Středozem, který byl souměrný, a ze všech stran jej obklopovala Ekkaia – Vnější oceán.
Vinou Melkora, který se již během Hudby řídil spíše vlastní vůlí, než tématy přednesenými Eruem, a během budování Ardy se pletl do práce ostatním Valar a spíše ničil, než budoval, byla již během nejranějšího věku tato souměrnost porušena. Neshody vyústily v první válku v Ardě, kterou vedli ostatní Valar proti Melkorovi a jeho spojencům z řad Maiar. Vítězství v této válce přinesl Tulkas, Vala, který do Ardy sestoupil dodatečně, aby pomohl ve válce proti Melkorovi.
Po tomto vítězství Melkor uprchl a Vala Aulë vyzdvihl na severu a jihu Středozemě dvě vysoké lampy naplněné ohněm – Illuin a Ormal. Ve světle lamp pak začala klíčit semena vytvořená Yavannou a ze spánku procitla i první zvířata.
Melkor ale nedlouho poté znovu zaútočil – povalil obě lampy, čímž byl souměrný tvar světa navždy porušen ničivými záplavami a požáry. Tím došlo ke vzniku Vnitřního moře, které později oddělovalo větší východní kontinent (nazývaný dále Středozem) od západního kontinentu, kam po tomto útoku odešli ostatní Valar, od Amanu. Tyto dva kontinenty se na severu téměř dotýkaly, ale směrem na jih se od sebe postupně vzdalovaly.
Podruhé došlo k ničivým změnám tvaru severní části Středozemě na konci beleriandských válek – vojsko z Amanu přišlo na pomoc Noldor ve vyhnanství a definitivně svrhlo Melkora. Jako důsledek byla zcela zaplavena severozápadní část Středozemě – Beleriand. Oba kontinenty se tím od sebe ještě více vzdálily.
V té době byla zároveň jako odměna pro lidi, kteří věrně bojovali po boku elfů proti Melkorovi, vyzdvižena uprostřed mezi oběma kontinenty nová pevnina – ostrov Númenor.
Ke třetí a poslední úpravě tvaru Ardy došlo, jak vypráví zpěv Akallabêth, během Pádu Númenoru, když poslední král Númenoru napadnul zem Valar a elfů v Amanu. Zásahem Erua byl Númenor potopen, Aman vyzvednut mimo Království Ardy (stal se s několika málo výjimkami dosažitelný pouze pro elfy) a Arda zakulacena, takže lidští mořeplavci, kteří se později snažili Aman najít směrem na západ od Středozemě, se pouze vrátili k jejímu východnímu pobřeží.